# Aliabad-e Bahman Dżan
Aliabad-e Bahman Dżan (perski: علي ابادبهمن جان) – wieś w Iranie, w ostanie Chorasan-e Rezawi. W 2006 roku liczyła 128 mieszkańców w 28 rodzinach.